# Hédé-Bazouges
Hédé-Bazouges (bretonisch Hazhoù-Bazeleg) ist eine französische Gemeinde mit 2.273 Einwohnern (Stand 1. Januar 2022) im Département Ille-et-Vilaine in der Region Bretagne; sie gehört zum Arrondissement Saint-Malo und zum Kanton Melesse. Hédé-Bazouges wird vom Schifffahrtskanal Canal d’Ille-et-Rance durchquert und verfügt an seiner Scheitelhaltung über eine Vielzahl von Wasserspeichern.
1973 schlossen sich die Gemeinden Hédé, Saint-Symphorien und Bazouges zu einer Commune associée zusammen. 2008 trat Saint-Symphorien aus der Gemeinschaft wieder aus, 2009 wurde aus den beiden übrigen Gemeinden die neue Gemeinde Hédé-Bazouges gebildet.

## Bevölkerungsentwicklung
| Jahr      | 1962 | 1968 | 1975 | 1982 | 1990 | 1999 | 2007 | 2017 |
| Einwohner | 1206 | 1127 | 1079 | 1181 | 1406 | 1711 | 1754 | 2247 |

(nur Hédé und Bazouges)

## Sehenswürdigkeiten

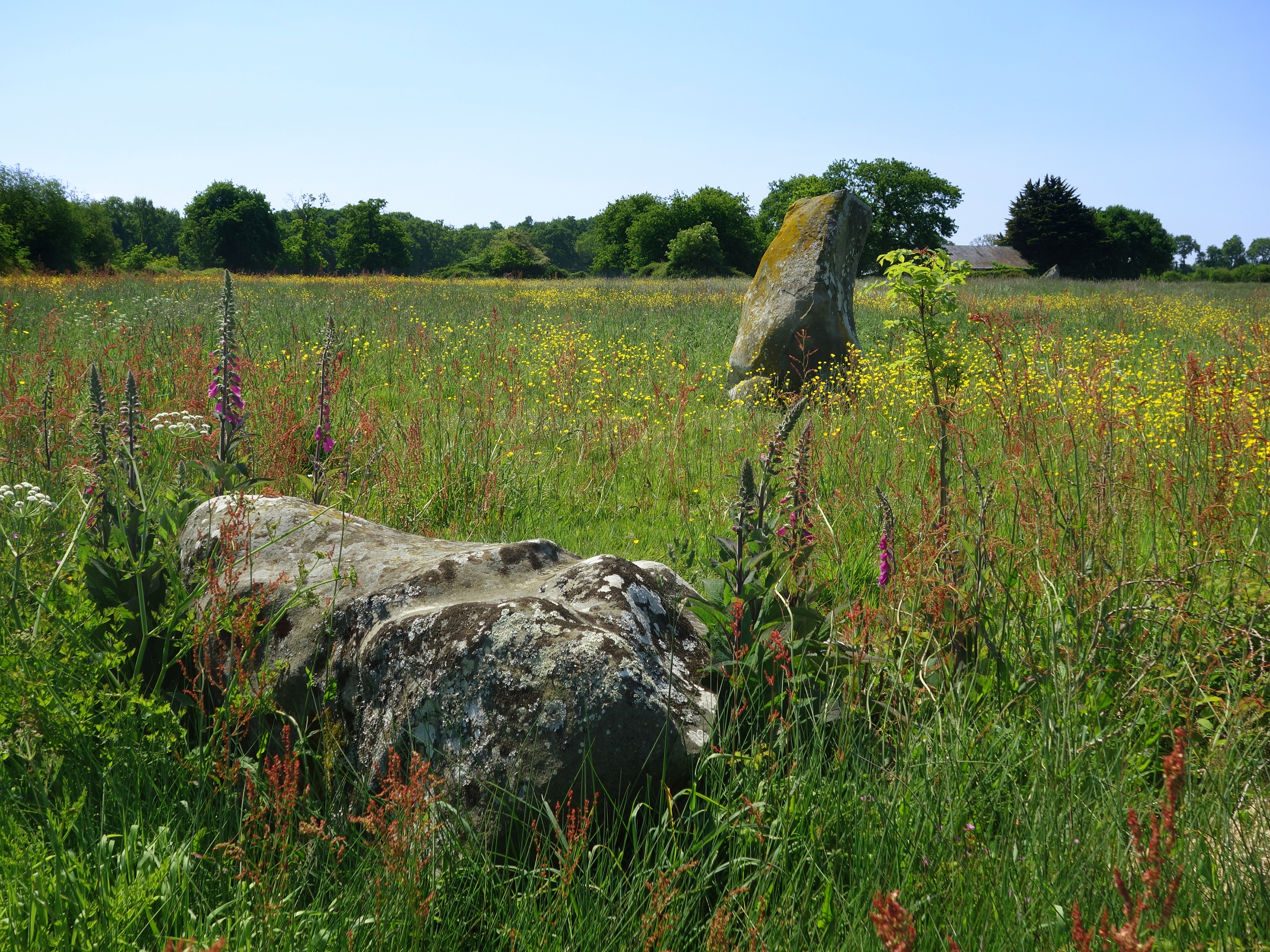
Steinreihe von Bringuerault

- Burgruine Hédé (11./14. Jahrhundert, Monument historique)
- Steinreihe von Bringuerault (Monument historique seit 1971)
- Kirche Notre-Dame (11. Jahrhundert)
- Altstadt (Ville close, 1464)
- Canal d’Ille-et-Rance (Schleusentreppe von Hédé)

## Persönlichkeiten
- Jean Boucher (1870–1939), Bildhauer, besaß ein Atelier in Hédé

## Städtepartnerschaften
- Badbergen (Niedersachsen), seit 1991
- Wortham, East of England